# Hackmeeting
Hackmeeting (reunión de hackers, del inglés hack y meeting) es una reunión de hackers y activistas que se lleva a cabo anualmente en Italia, España y, puntualmente, en Chicago (Estados Unidos), Salta (Argentina), Bolivia, México y Santiago de Chile.
Los hackmeeting de Italia y España, a pesar de tener el mismo nombre y principios, son eventos organizados independientemente el uno del otro.
En los Hackmeetings concurren varios hacklabs locales y otros grupos socialmente implicados para realizar multitud de actividades relacionadas con Internet y las nuevas tecnologías, desde un punto de vista político y social, como conferencias, mesas redondas, demostraciones, talleres y otras actividades, todas ellas abiertas al público generalmente. El motivo principal de éstas es dar a conocer movimientos como el software libre, nuevas tecnologías como wireless y los problemas derivados de las nuevas tecnologías como falta de privacidad, discordianismo, además de difundir técnicas y conocimientos informáticos aplicados de alto nivel. El lugar donde se realizan suele ser centros sociales okupados o espacios públicos.

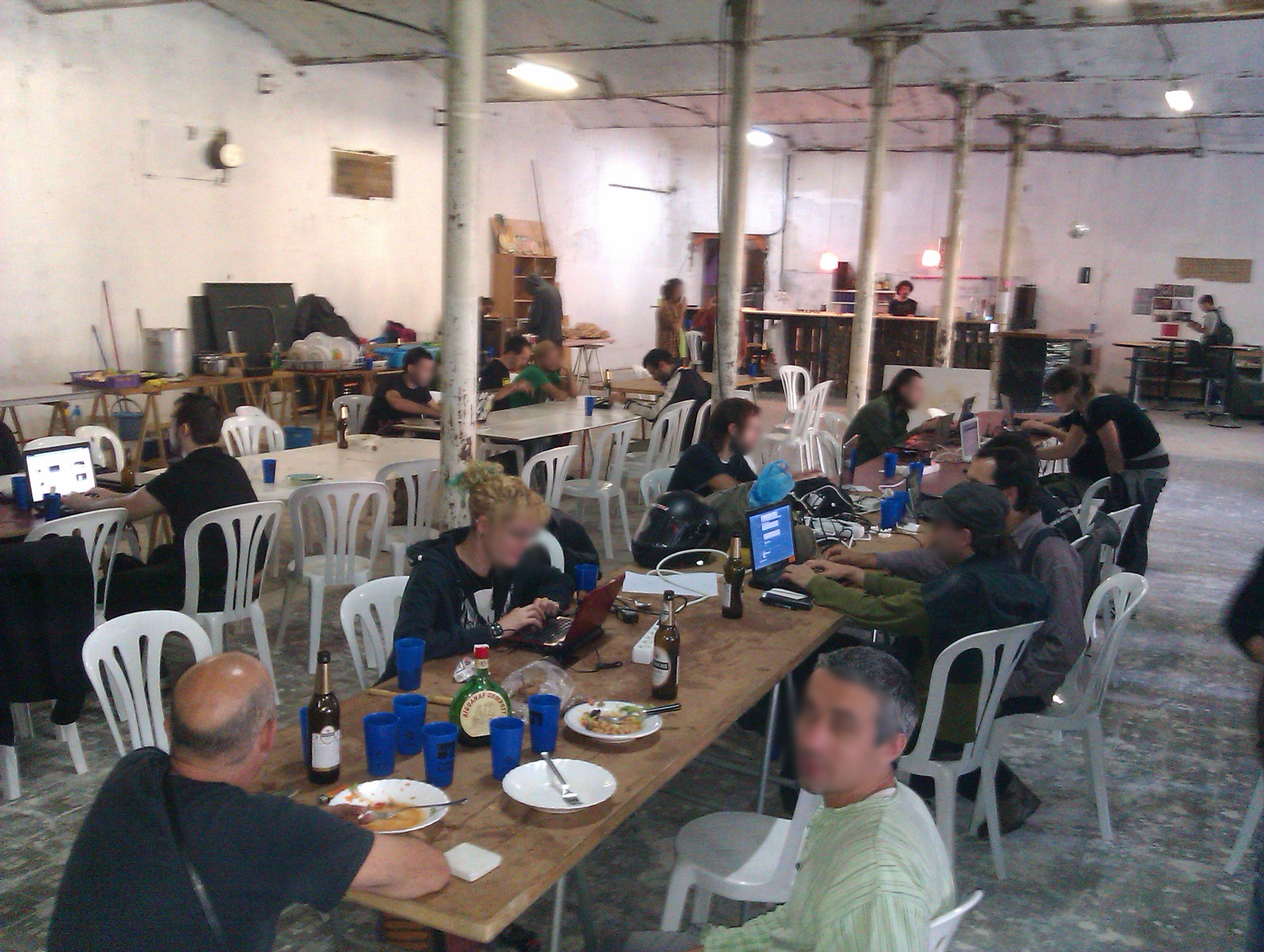
Trasteo en Hackafou en Vallbona en octubre de 2012

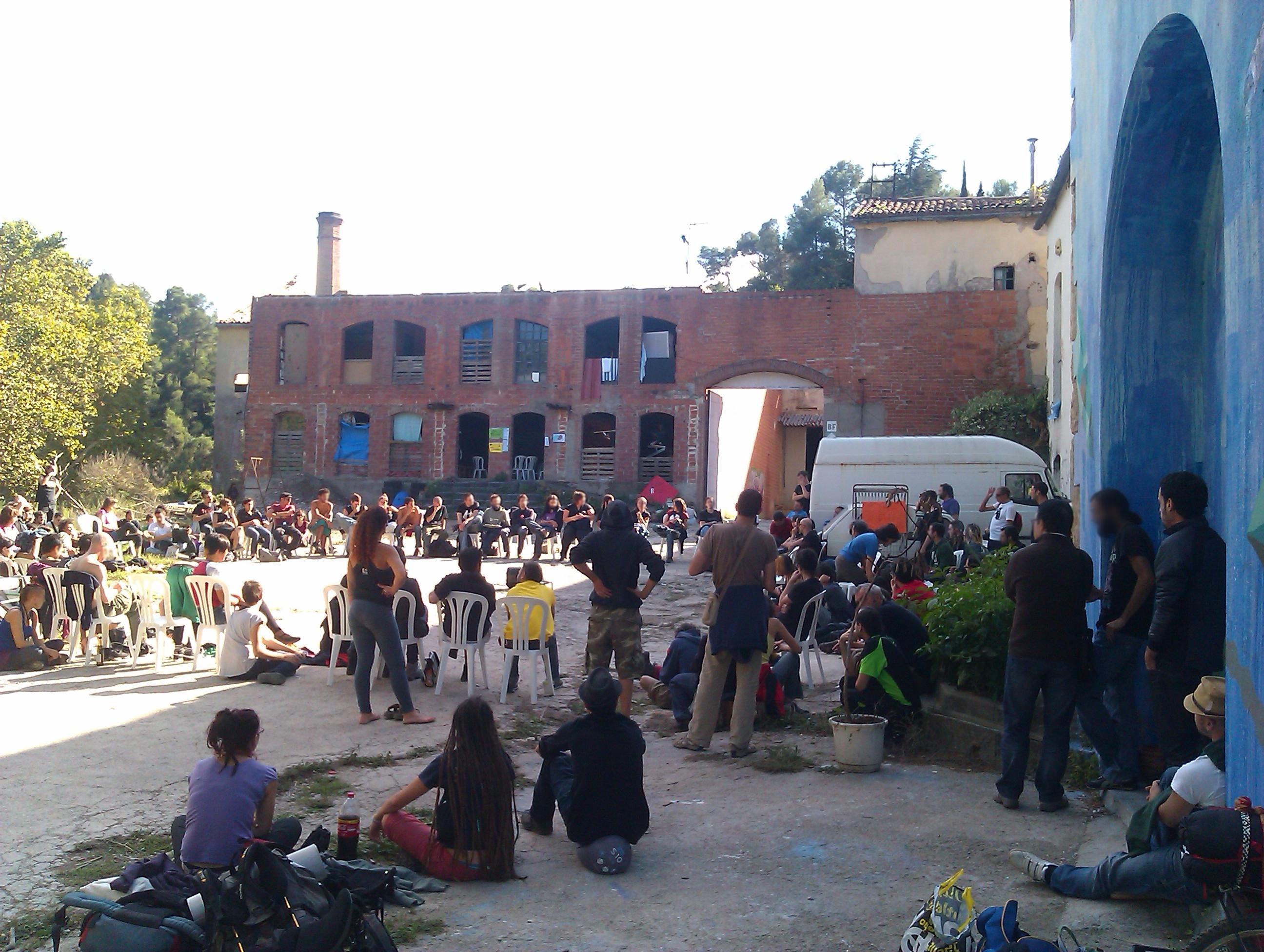
Asamblea en Hackafou en Vallbona en octubre de 2012

## Origen
El hackmeeting se inició en Italia con evento HackIt que comenzó en 1998.

## Países

### Argentina
- 2024: En Salta se realizó el día martes 21 de mayo desde la carrera del Profesorado en Tecnologías del Instituto Superior 6001.
- 2021: En Salta se realizó el día sábado 25 de septiembre en modalidad virtual por las redes de Grupo Mendax y Fénix Computación.
- 2020: En Salta se realizó el día domingo 20 de diciembre en modalidad virtual por las redes de Fénix Computación.
- 2019: En Salta se realizó el día viernes 15 de marzo como HackLab - HackMeeting Argentina - Proyecto Ututo y Fénix Computación.
- 2018: En Salta se realizó el día miércoles 3 de octubre en el marco del Software Freedom Day - HackMeeting Argentina - Fénix Computación.

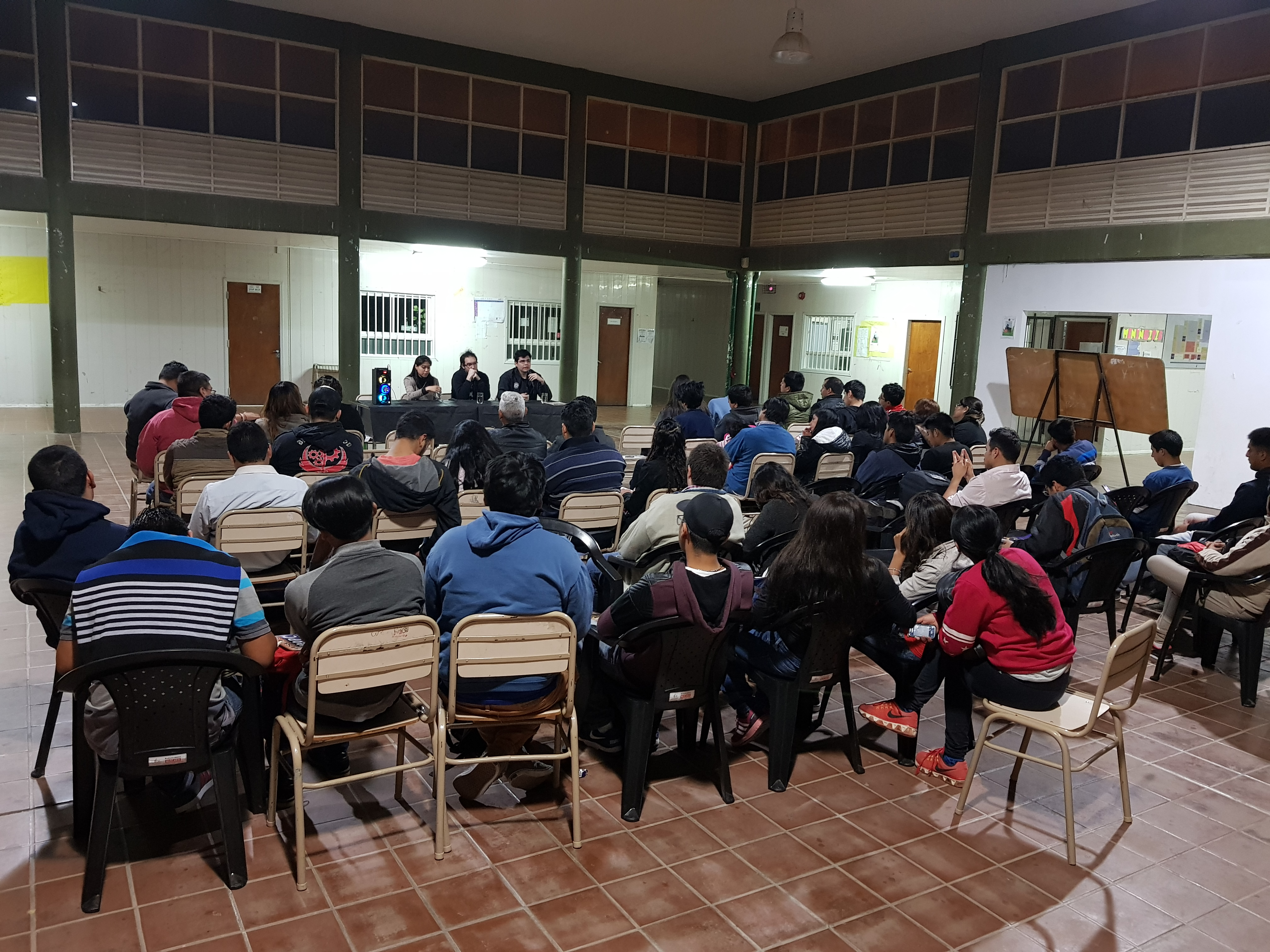
HackMeeting Argentina organizado por el Profesor Rodrigo Gastón Manresa en la Ciudad de Salta en octubre de 2018

### Bolivia
- 2021: Se realizó de manera presencial en la ciudad de Yacuiba, los días 20, 21 y 22 de noviembre.
- 2020: Se realizó en la modalidad virtual.
- 2019: Se realizó en la ciudad de La Paz, los días 20, 21 y 22 de septiembre en el Centro Cultural Dragón Wari. Web Oficial Hackmeeting 0x7e3 Bolivia.
- 2018: En Tarija se realizó los días 18, 19 y 20 de octubre Web Oficial Hackmeeting Bolivia - UAJMS.
- 2017: En Santa Cruz de la Sierra se realizó los días 22 y 23 de septiembre Web Oficial Hackmeeting Bolivia - OWASP - Bolivia.
- 2016: En Beni en el mes de septiembre los días 9, 10 ,11 Web   Oficial Hackmeeting Bolivia - HackLab - Beni
- 2015: En El Alto en el mes de octubre los días 17 y 18 cobertura Hackmeeting Bolivia - HackLab - El Alto.
- 2014: En Potosí se realizó los días 27 y 28 de septiembre Web Oficial Hackmeeting Bolivia.
- 2013: En Santa Cruz de la Sierra se realizó los días 10 y 11 de agosto Web Uremix.
- 2012: En Cochabamba se realizó los días 29 y 30 de septiembre Web mARTdero.
- 2011: En La Paz se realizó los días 18, 19 y 20 de noviembre en el Hacklab de La Paz.
- 2010: En La Paz se realizó los días 14, 15, 16 y 17 de octubre en el Hacklab de La Paz.

### Chile
- 2012: Se realizó durante los días 2 y 3 de noviembre. La actividad estuvo organizada por Valpomedialab,[1] Hacklab[2] y  G,[3] se reunieron en Espacio G,[4] Valparaíso (denominado B4<k to the r00t[5].).
- 2010: Se realizó durante los días 9 y 10 de octubre, también en Kernelhouse[6] (denominado hAckedrez).
- 2009: Se realizó durante los días 10, 11 y 12 de octubre en Kernelhouse[6] (denominado hAckBack).
- 2007: Se realizó en Kernelhouse[6] (denominado Hack'prendiz[7]).
- 2006: Se realizó en la Okupa Republika550. La actividad estuvo coordinada con Hackiluro realizado en Mataró, España.

### España
Hasta el momento se han celebrado los siguientes Hackmeetings:
- 2024: Hackstañazo, tuvo lugar del 26 al 29 de septiembre en San Sebastián.
- 2023: DesertSeq, tuvo lugar del 29 de septiembre al 1 de octubre en Hospitalet de Llobregat.
- 2022: Solarpunk, tuvo lugar del 7 al 9 de octubre en Sancti-Spíritus.
- 2019: R/Hack 2019, tuvo lugar del 20 al 22 de septiembre en  Vitoria.
- 2018: Hackin-V, tuvo lugar del 1 al 4 de noviembre en Málaga.
- 2017: Ingoberhack, tuvo lugar del 12 al 15 de octubre en Madrid.
- 2016: Hackstone, tuvo lugar del 29 al 31 de octubre en Añorga, San Sebastián.
- 2015: HackNova, tuvo lugar del 6 al 9 de noviembre en Villanueva y Geltrú, Barcelona.
- 2014: Hackaleda, tuvo lugar del 10 al 13 de octubre en Marinaleda, Sevilla[8]
- 2013: HackGaraiak, celebrado del 1 al 3 de noviembre en el CSOA Txirbilenea de Sestao, Vizcaya.
- 2012: HackaFou,  Vallbona. Celebrado del 12 al 14 de octubre en la Colonia Industrial Postcapitalista de Ca la Fou
- 2011: Meighacks, celebrado del 21 al 23 octubre, en La Coruña.
- 2010: Goza!hack, tuvo lugar del  21 al 24 de octubre en la Cárcel de Torrero, Zaragoza.
- 2009: + Mad Hack tuvo lugar del 9 al 12 de octubre en el Patio maravillas, Madrid.
- 2008: Hackinvisible, tuvo lugar del 17 al 19 de octubre en La Casa Invisible, Málaga.
- 2007: Hackelarre, tuvo lugar del 12 al 14 de octubre en la Antigua fábrica de armas Astra, Guernica y Luno (Vizcaya).
- 2006: Hackiluro, tuvo lugar del 13 al 15 de octubre en el CSOA La Fibra en Mataró, Barcelona. Paralelamente a dicho evento, se realizaron otros similares en la ciudad de Chicago - en los Estados Unidos y en la Okupa AKI[9] de Santiago de Chile,[10] interconectándose las tres zonas geográficas en un evento trans-nacional.
- 2005: Menorhack, tuvo lugar del 21 al 23 de octubre en Mercadal, Menorca.
- 2004: Hack'Andalus, tuvo lugar del 29 de octubre al 1 de noviembre en La Casa de la Paz y CSOA Casas Viejas (Sevilla).
- 2003: Euskal Jai / Iruñako Gaztetxea (Pamplona)
- 2002: Labo03 (Madrid)
- 2001: Udondo Gaztetxea (Lejona)
- 2000: Centro social Les Naus[11] (Barcelona).

### Italia
- 2010: CSA La Torre, Roma
- 2009: SOS fornace, Milán
- 2008: AsK 191, Palermo
- 2007: Rebeldia, Pisa
- 2006:?, Parma
- 2005: CSOA TerraTerra, Nápoles
- 2004: Laboratorio Sociale Occupato Buridda, Génova
- 2003: Lan Space, Turín
- 2002: TPO Teatro Polivalente Occupato, Bolonia
- 2001: CSA Auro e il Freaknet Medialab, Catania
- 2000: CSOA Forte Prenestino, Roma
- 1999: CSOA Deposito Bulk, Milán
- 1998: CPA Firenze sud, Florencia

### México

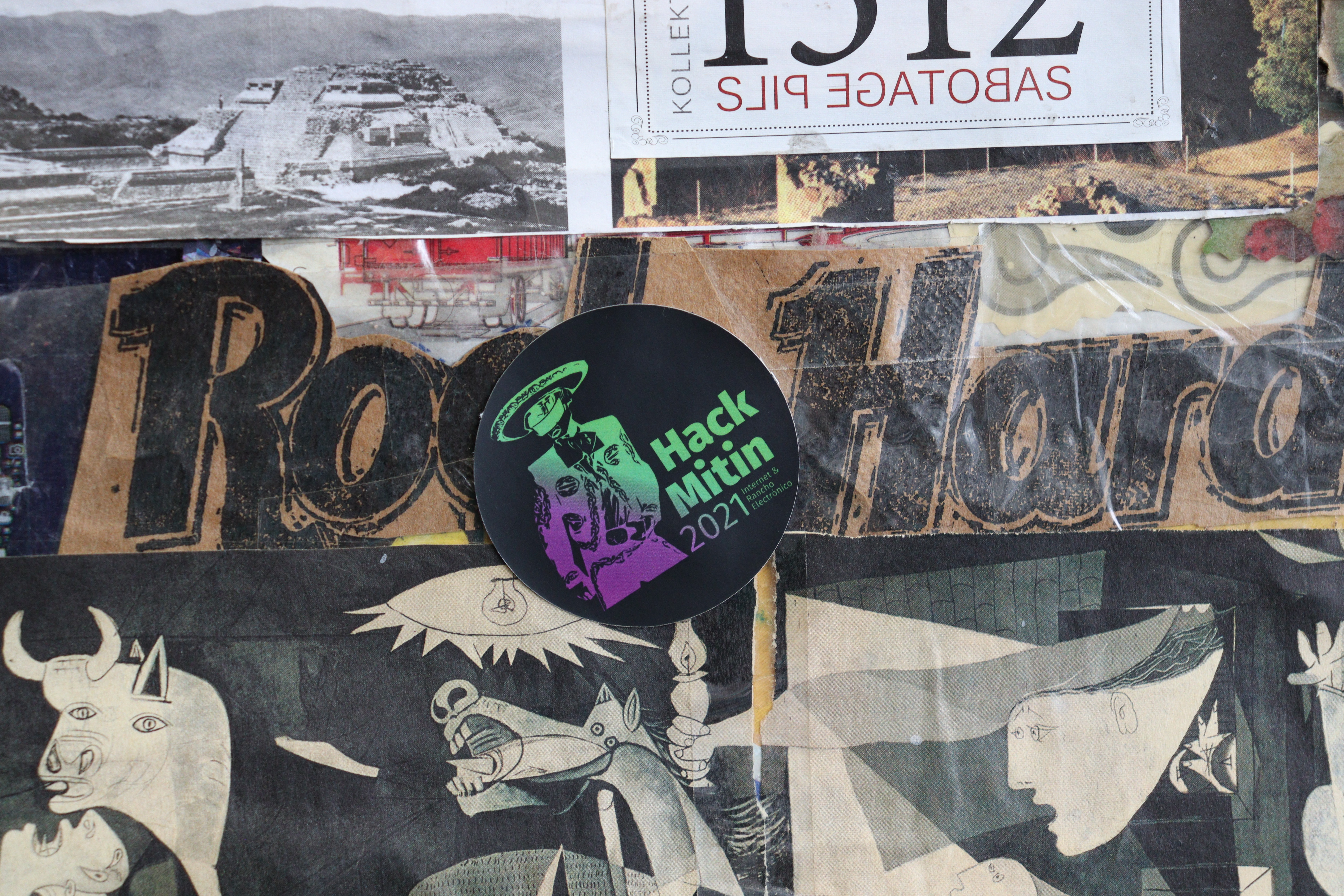
Hackmitin 2021

- Hackmitin 2021Hackmitn 2021: Formato híbrido, con sede física en el Rancho Electrónico y en línea usando jitsi, Etherpad, BBB y retrasmitido por el canal en línea de CoAAtv, llevado a cabo los días 17, 18 y 19 de diciembre.
- Hackmitin 2020: En línea del 20 al 22 de noviembre del 2020 por CoAAtv con Jitsi, Etherpad y BBB.[12]
- Hackmitin 2019: Querétaro del 26 al 30 de diciembre del 2019 en Centro de Cultura Compartida.[12]

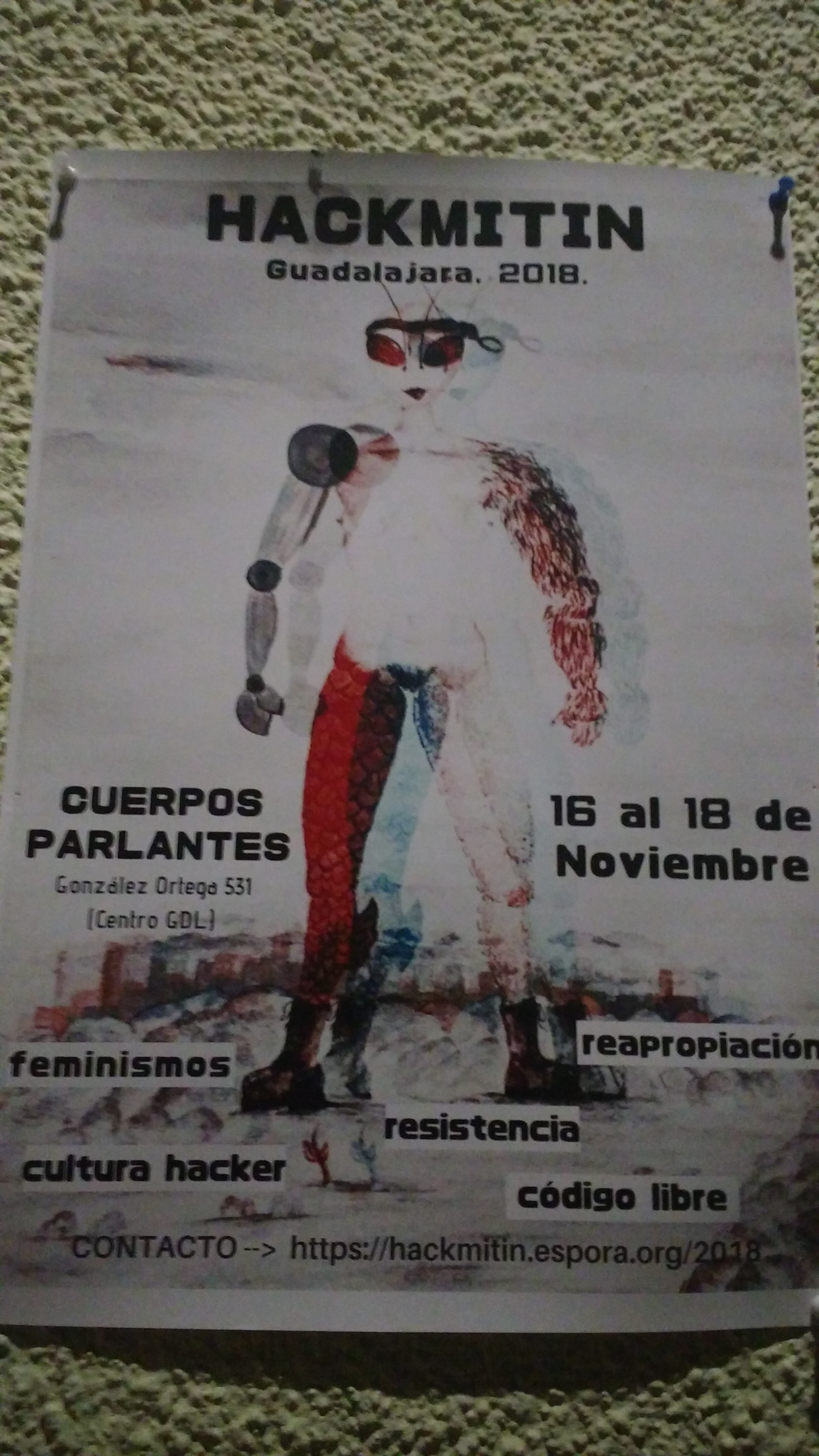
Póster utilizado para el Hackmitin (Hackmeeting) 2018 en Guadalajara, Jalisco, México.

- Póster utilizado para el Hackmitin (Hackmeeting) 2018 en Guadalajara, Jalisco, México.Hackmitin 2018: Guadalajara. Se llevó a cabo los días 16,17 y 18 de noviembre de 2018,[13] en el espacio de Cuerpos Parlantes.[14]
- Hackmitin 2017: Ciudad de México. Se llevó a cabo los días 27,28 y 29 de octubre de 2017,[15] en el espacio del Rancho Electrónico.[16]
- Hackmitin 2016: Colima, Colima. Se llevó a cabo durante las fechas del 9 al 11 de diciembre,[17]  en el espacio Colima HackLab.[18]
- Hackmitin 2015: San Luis Potosí, SLP.  Se realizó del 11 al 13 de diciembre.[19]
- Hackmitin 2014: Querétaro, Qro. Se realizó del 21 al 23 de noviembre en La Casa del Obrero.[20]
- Hackmitin 2013: San Cristóbal de Las Casas, Chiapas. Se realizó del 20 al 22 de diciembre en El Paliacate y en La Caverna, ambos espacios comunitarios.[21]
- Hackmitin 2012: Ciudad Puebla, Puebla. Se realizó los días 9, 10 y 11 de noviembre[22] en el Espacio Comunitario Acción Directa Autogestiva (ADA).[23]
- Hackmitin 2011: Ojo de Agua, Estado de México. Se realizó los días 28, 29 y 30 de noviembre[24] en la CEREZA.[25]
- Hackmitin 2010: Ciudad Oaxaca, Oax Se realizó los días 30, 31 de octubre y 1 de noviembre en Plaza del Carmen Alto y lugares cercanos.[26]
- Hackmitin 2009: Ciudad de México. Se realizó los días 10, 11 y 12 de octubre[27] en la Z.A.M.[28]

### Otros
En 2004 hubo también un hackmeeting internacional, llamado transhackmeeting, que celebró su primera edición en Pula, Croacia durante los días 25, 26 y 27 de junio.